# Sistema di pipettaggio automatizzato

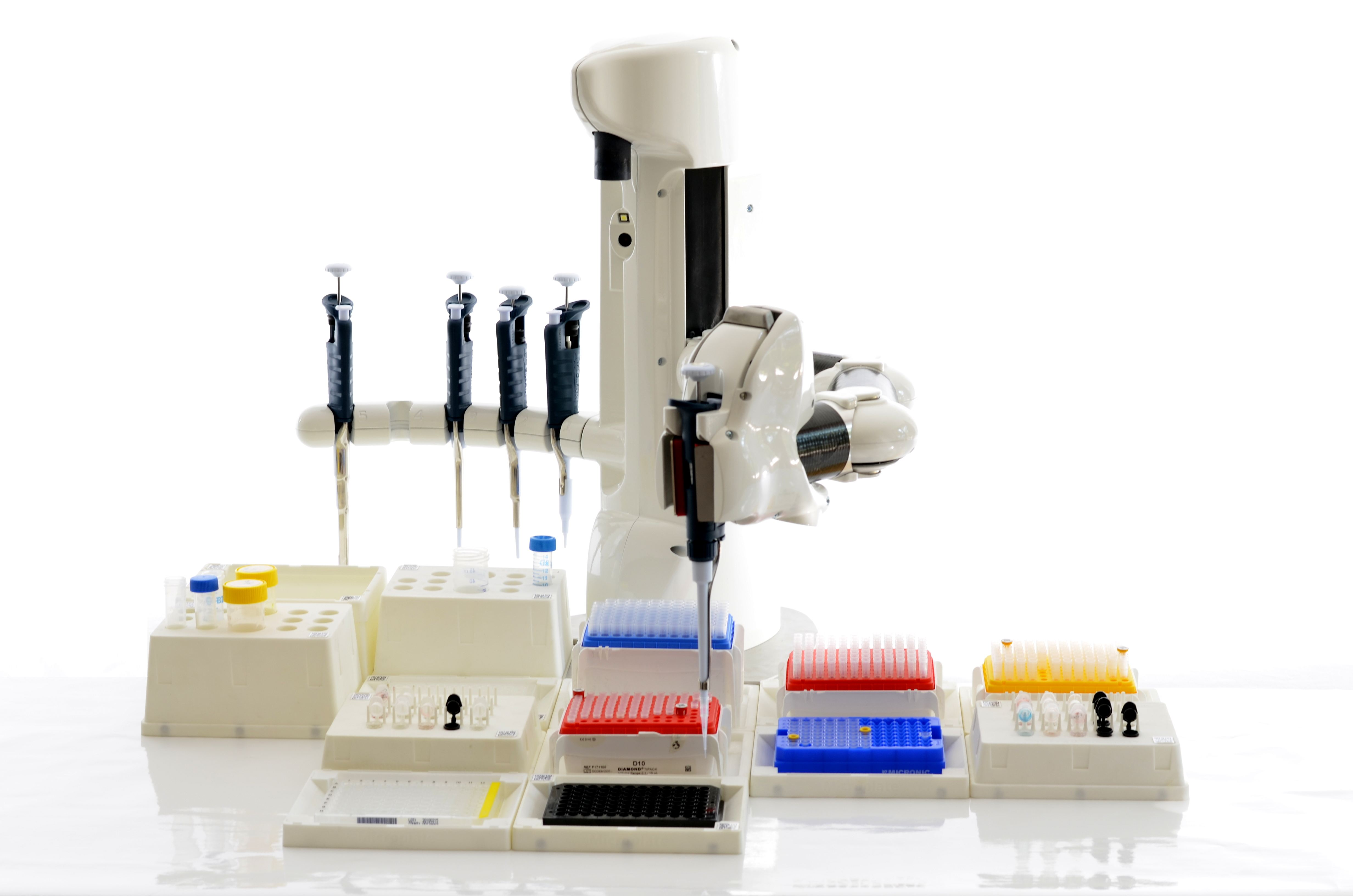
Sistema di pipettaggio automatizzato con pipette manuali

Un sistema di pipettaggio automatizzato (dall'inglese "automated pipetting system") è un dispositivo che permette il trasferimento di liquido fra diversi recipienti.
Il termine pipettaggio fa riferimento allo strumento manuale di laboratorio chiamato pipetta, il quale è comunemente usato in biologia molecolare, in chimica analitica ed esami medici per il trasporto di liquidi. Le sue specifiche tecniche sono regolate dallo standard internazionale ISO8655-1: 2002.
Uno dei principali vantaggi di questi dispositivi è la capacità di migliorare la riproducibilità e la velocità di esperimenti di laboratorio.

## Componenti
I componenti fondamentali della maggior parte dei sistemi di pipettaggio automatizzati sono i seguenti: 
- pipetting head
- interfaccia utente
- area di lavoro
- waste

### Pipetting head
Pipetting head (lett. dall'inglese "testa di pipettaggio") è il componente meccanico che ha lo scopo di effettuare il trasferimento di liquido. La maggior parte di essi sono basati su pompe peristaltiche; tuttavia alcuni sistemi antropomorfi riescono ad utilizzare direttamente le stesse pipette manuali utilizzate in laboratorio.
Tipicamente le pipetting head possono essere multicanale o a singolo canale: le prime permettono un maggior volume di produzione, le seconde hanno una maggior flessibilità e riproducibilità.
La necessaria precisione del posizionamento della pipette head nei recipienti sorgenti e destinazione è ottenuta tipicamente grazie all'utilizzo di sistemi multi assiali basati su motori a passo o servomotori.

### Interfaccia utente
L'interfaccia utente è la parte del sistema che permette la comunicazione con l'utente. Tipicamente la comunicazione avviene tramite un PC o un touch screen.

### Area di lavoro
L'area di lavoro delimita la zona dove avviene il trasferimento di liquidi. Tale area è composta da supporti che hanno una duplice funzionalità: da un lato permetto di alloggiare i recipienti nei quali i liquidi sono tenuti, dall'altro permettono di effettuare il riconoscimento dei recipienti stessi. Tali riconoscimento avviene in modo 'statico' (mappatura offline della posizione) oppure 'dinamico' (tramite visione)

### Waste
Il waste (lett. dall'inglese scarti) è un contenitore adibito appositamento per contenere i puntali usati dal sistema.

## Principio di funzionamento

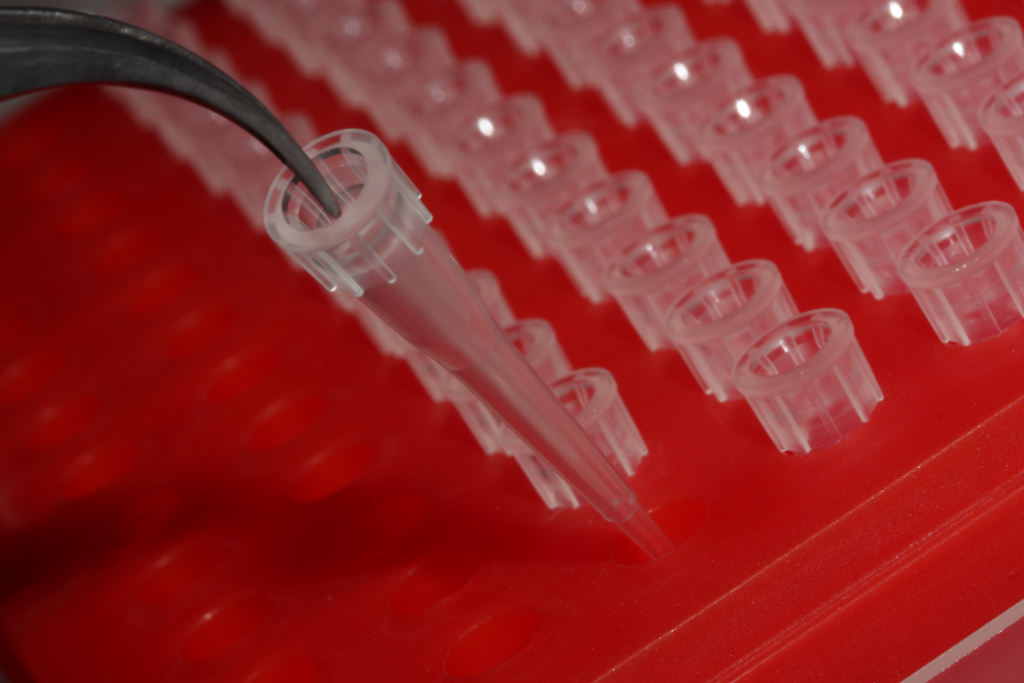
Esempio di puntale monouso

Il trasferimento di liquidi avviene aspirando la quantità di volume di fluido voluta dal recipiente sorgente e trasferendola al recipiente destinazione. I liquidi non sono a contatto diretto con la pipetting head installata sul sistema, ma sono utilizzate delle strutture particolari chiamate "puntali", appositamente progettate per avere un'elevata efficienza fluidica. Tali puntali possono essere delle strutture permanenti o monouso. Il vantaggio principali dei puntali monouso (tipicamente fatti di polipropilene tramite iniezione di plastica) risiede nel fatto che possono essere scartati fra trasferimenti di liquidi, eliminando dunque la possibilità di contaminazione.
La scelta del puntale più idoneo dipende principalmente dal volume di erogazione impostato sulla pipetting head

## Parametri critici
Ci sono alcuni parametri che influenzano maggiormente l'efficienza di trasferimento di liquidi nel sistema di pipettaggio automatizzato; i più comuni sono elencati di seguito:
- precisione o errore sistematico, differenza tra il volume erogato e il volume selezionato.
- ripetibilità o errore casuale, dispersione dei volumi distribuiti intorno alla media dei volumi erogati.
- CV (coefficiente di variazione), misura normalizzata di dispersione di una distribuzione di probabilità.
- velocità del sistema
- intervallo di volume del liquido che può essere erogato (tipicamente dal microlitro al millilitro).

## Storia
La prima pipetta manuale è stata brevettata negli anni cinquanta da G.S. Riggs, mentre il primo dispositivo automatizzato per analisi ed erogazione di liquidi pochi anni più tardi.